# Scladina
Scladina (Frans: Grotte Scladina) is een karstgrot en archeologische vindplaats in de Belgische gemeente Sclayn nabij de Maas. Ze is ontdekt in 1971 en leverde in 1993 het Kind van Sclayn op, fossielen van een achtjarige neanderthaler die er meer dan 80.000 jaar geleden leefde.
In 1996 is Scladina beschermd als site exceptionnel de Wallonie, ontsloten door een bezoekerscentrum. Sinds 2020 wordt de opgraving toegelicht in de Espace muséal d'Andenne.

## Site
Op de rechteroever van de Maas loopt bij het dorp Sclayn het zijriviertje Ri de Pontine in de vallei Fond des Vaux. In de westflank van de vallei opent zich de grot in een kalksteenmassief uit het Viséen. Ze ligt 138 meter boven zeeniveau en zo'n dertig meter boven de valleibodem. De oost-zuidoost georiënteerde grot bestaat uit een cilindrische galerij van ongeveer 6 m hoog en 6–20 m breed. In 2018 was er 40 m uitgegraven en leek er nog 12 m te gaan, wat de totale lengte op 52 m zou brengen. Ongeveer halverwege wordt Scladina gekruist door de Grotte Saint-Paul, die zelf in verbinding staat met de eronder gelegen Grotte Sous-Saint-Paul. Deze delen van het netwerk zijn ontdekt in resp. 1951 en 1953.

## Opgravingen
Het waren speleologen van Archéologie Andennaise die in 1971 Scladina ontdekten en benoemden. Ze groeven over de eerste vijftien meter sedimenten weg onder het plafond. Door de interessante vondsten beslisten ze in 1977 de Universiteit van Luik te verwittigen, wier archeologen vanaf het volgende jaar de leiding namen. Ze stelden een stratigrafie van 120 lagen vast, verdeeld in een dertigtal eenheden. De aangetroffen assemblages gingen van het Middenpaleolithicum tot het Neolithicum. Anno 2018 waren meer dan 17.500 lithische artefacten opgegraven uit vier Mousteriaanse bewoningsfasen. Ook duizenden dierlijke fossielen werden verzameld. Unit 5 vertegenwoordigt ruim 9000 artefacten uit het vroeg-glaciaal van het Weichselien, circa 100 ka geleden. Unit 1A telt ongeveer half zoveel artefacten en stemt overeen met 44.600 tot 42.200 cal BP. Anatomisch moderne mensen bewoonden de site episodisch van 32.000 tot 9.000 jaar geleden en begroeven er doden van 5.300 tot 2.000 jaar geleden. Dankzij de uitstekende conservatie van de sedimenten en fossielen is Scladina een referentiepunt voor studies naar het klimaat van Noordwest-Europa in het Paleolithicum.

## Kind van Sclayn
Tussen 1990 en 2006 zijn in Scladina negentien menselijke resten gevonden, die allen tot hetzelfde individu bleken te behoren: twee fragmenten van een bijna compleet onderkaakbeen, een stuk bovenkaakbeen en zestien losse tanden. Ondanks een directe datering van 127 +46/−32 ka, worden andere methodes weerhouden die deze fossielen situeren tussen 87 en 80 ka. Uit een melktand geëxtraheerd DNA leverde waardevolle informatie over de genetische evolutie van neanderthalers. De leeftijd van het kind werd bepaald op acht jaar en de borstvoedingsduur op 14 maanden. Daarna at het een voeding die voor 70% uit vlees bestond en voor 30% uit gekookte planten.